# Jean-Michel Sénégal
Jean-Michel Sénégal (Lione, 5 giugno 1953) è un ex cestista e allenatore di pallacanestro francese.

## Carriera
Con la Francia ha disputato i Giochi olimpici di Los Angeles 1984 e quattro edizioni dei Campionati europei (1973, 1979, 1981, 1983).

## Palmarès

### Giocatore
- Campionato francese: 7

ASVEL: 1970-71, 1971-72
ASPO Tours: 1975-76, 1979-80
CSP Limoges: 1982-83, 1983-84, 1984-85
- Coppa Korać: 2

CSP Limoges: 1981-82, 1982-83